# Lipstick Prince
Lipstick Prince (en hangul, 립스틱 프린스), es un programa surcoreano transmitido del 1 de diciembre de 2016 hasta el 2 de junio de 2017 a través de OnStyle. Heechul fungió como presentador del programa, mientras que Tony Ahn como el copresentador.

## Formato
El programa presenta a 7 idols (miembros de bandas de chicos de K-pop) quienes aprenden técnicas sobre el maquillaje y posteriormente realizan las habilidades aprendidas en famosas,  quienes son invitadas al programa y a quienes llaman "princesas".
Las famosas platican con los miembros sobre que tipo de maquillaje le gustaría probar, los miembros aprenden el estilo de maquillaje de un maquillador profesional y posteriormente practican sus nuevas habilidades con maniquíes. Finalmente los miembros compiten entre ellos y maquillan uno por uno a la invitada, quien no puede ver el tipo de maquillaje que le están haciendo hasta el final y escoge al miembro que más le gustó, basándose en su desempeño al momento de realizar el maquillaje que aprendieron.

## Elenco

### Miembros
| Artista      | Ocupación                          | Episodios donde apareció | Duración    |
| ------------ | ---------------------------------- | ------------------------ | ----------- |
| Heechul      | Cantante / Miembro de Super Junior | 1-22                     | 2016 - 2017 |
| Tony Ahn     | Cantante / Miembro de H.O.T.       | 1-22                     | 2016 - 2017 |
| P.O          | Rapero / Miembro de Block B        | 1-2, 4-17, 19-22         | 2016 - 2017 |
| Rowoon       | Actor / Cantante - Miembro de SF9  | 1-5, 7-22                | 2016 - 2017 |
| Seo Eunkwang | Cantante / Miembro de BTOB         | 1-4, 7-22                | 2016 - 2017 |
| Shownu       | Cantante / Miembro de MONSTA X     | 1-22                     | 2016 - 2017 |
| N            | Cantante / Miembro de VIXX         | 15-22                    | 2017        |
| Johnny       | Cantante / Miembro de NCT          | 13-22                    | 2017        |

### Antiguos miembros
| Artista | Ocupación                     | N.º de episodios | Duración    |
| ------- | ----------------------------- | ---------------- | ----------- |
| Doyoung | Cantante / Miembro de NCT     | 1-12             | 2016 - 2017 |
| U-Kwon  | Cantante / Miembro de Block B | 1-2, 4-12        | 2016 - 2017 |

### Miembros invitados
| Artista        | Ocupación                      | Episodio donde apareció | Duración | Notas                                                  |
| -------------- | ------------------------------ | ----------------------- | -------- | ------------------------------------------------------ |
| E'Dawn         | Rapero                         | 18                      | 2017     | (reemplazaron a P.O durante el episodio)               |
| Hui            | Cantante / Miembro de Pentagon | 18                      | 2017     | (reemplazaron a P.O durante el episodio)               |
| MC Gree        | Rapero                         | 6                       | 2017     | (reemplazaron a Eunkwang y Rowoon durante el episodio) |
| Kangnam        | Cantante                       | 6                       | 2017     | (reemplazaron a Eunkwang y Rowoon durante el episodio) |
| Cho Seung-youn | Cantante / Miembro de UNIQ     | 5                       | 2016     | (reemplazó a Eunkwang durante el episodio)             |
| Cha Eun-woo    | Cantante / Miembro de Astro    | 3                       | 2016     | (reemplazaron a P.O. y U-Kwon durante el episodio)     |
| Moon Bin       | Cantante / Miembro de Astro    | 3                       | 2016     | (reemplazaron a P.O. y U-Kwon durante el episodio)     |

### Artistas invitadas
| Artista        | Ocupación                                    | Episodio donde apareció | Duración |
| -------------- | -------------------------------------------- | ----------------------- | -------- |
| Park Ha-sun    | Actriz                                       | 1                       | 2016     |
| Kim Jin-kyung  | Actriz / Modelo                              | 2                       | 2016     |
| Park Na-rae    | Comediante                                   | 3                       | 2016     |
| Irene Kim      | Modelo                                       | 4                       | 2016     |
| Choi Jun-young | Modelo                                       | 4                       | 2016     |
| Ju Sun-young   | Modelo                                       | 4                       | 2016     |
| Kim Na-rae     | Modelo                                       | 4                       | 2016     |
| Ahn Ah-reum    | Modelo                                       | 4                       | 2016     |
| Yoon Bo-ra     | Actriz y Rapera                              | 5                       | 2016     |
| Seohyun        | Cantante / Miembro de Girls' Generation      | 6                       | 2017     |
| Sandara Park   | Actriz / Cantante                            | 7                       | 2017     |
| Lee El         | Actriz                                       | 8                       | 2017     |
| Nam Bo-ra      | Actriz                                       | 9                       | 2017     |
| Song Hae-na    | Modelo                                       | 10                      | 2017     |
| Go So-hyun     | Modelo                                       | 10                      | 2017     |
| Kim So-hye     | Actriz / Cantante                            | 11                      | 2017     |
| Cheng Xiao     | Cantante / Miembro de Cosmic Girls           | 12                      | 2017     |
| Seola          | Cantante / Miembro de Cosmic Girls           | 12                      | 2017     |
| Bona           | Cantante / Miembro de Cosmic Girls           | 12                      | 2017     |
| Exy            | Cantante / Miembro de Cosmic Girls           | 12                      | 2017     |
| Luda           | Cantante / Miembro de Cosmic Girls           | 12                      | 2017     |
| Eunseo         | Cantante / Miembro de Cosmic Girls           | 12                      | 2017     |
| Dayoung        | Cantante / Miembro de Cosmic Girls           | 12                      | 2017     |
| Lee Se-young   | Actriz                                       | 13                      | 2017     |
| Lee Su-hyun    | Artista Musical / Miembro de Akdong Musician | 14                      | 2017     |
| Sowon          | Cantante / Miembro de GFriend                | 15                      | 2017     |
| Yerin          | Cantante / Miembro de GFriend                | 15                      | 2017     |
| Soyou          | Cantante                                     | 16                      | 2017     |
| Shim So-young  | Modelo                                       | 17                      | 2017     |
| Lee Jin-yi     | Modelo                                       | 17                      | 2017     |
| Hyuna          | Rapera                                       | 18                      | 2017     |
| Jun Hyo-sung   | Cantante / Actriz                            | 19                      | 2017     |
| Nayeong        | Cantante / Miembro de Gugudan                | 20                      | 2017     |
| Sejeong        | Cantante / Miembro de Gugudan                | 20                      | 2017     |
| Seol In-ah     | Actriz                                       | 21                      | 2017     |
| Chaeyeon       | Cantante / Miembro de DIA                    | 22                      | 2017     |
| Huihyeon       | Cantante / Miembro de DIA                    | 22                      | 2017     |

## Episodios
El programa estuvo conformado por 2 temporadas y emitió 22 episodios (12 episodios durante la primera temporada y 10 episodios durante la segunda temporada), las cuales fueron transmitidos todos los jueves a las 9:00 (KST).
- Durante la segunda temporada, los miembros ya no practicaban las habilidades aprendidas con cabezas de maniquí sino con modelos reales.

### Primera temporada[19]
| #  | Código | Concepto                      | Invitada (as)                                           | Príncipe del día (ganador)                 | Fecha de emisión        | Notas |
| -- | ------ | ----------------------------- | ------------------------------------------------------- | ------------------------------------------ | ----------------------- | --- |
| 1  | 1      | Femme Fatale Make-up          | Park Ha-sun                                             | Eunkwang                                   | 1 de diciembre de 2016  | |
| 2  | 2      | I.O.I's Red & Glitter Make-up | Kim Jin-kyung                                           | Tony An                                    | 8 de diciembre de 2016  | |
| 3  | 3      | Son Yejin's Innocence Make-up | Park Na-rae                                             | Tony An                                    | 15 de diciembre de 2016 | P.O. y U-Kwon no pudieron participar en el episodio, por lo que fueron reemplazados por Cha Eun-woo y Moon Bin de Astro. |
| 4  | 4      | Christmas Party Make-up       | Irene Kim Jun-young Ju Sun-young Kim Na-rae Ahn Ah-reum | Doyoung                                    | 22 de diciembre de 2016 | |
| 5  | 5      | Awards Ceremony Make-up       | Yoon Bo-ra                                              | Rowoon                                     | 29 de diciembre de 2016 | Eunkwang no pudo participar en el programa, por lo que fue reemplazado por Cho Seungyeon de UNIQ.                        |
| 6  | 6      | Strawberry Make-up            | Seohyun                                                 | P.O                                        | 5 de enero de 2017      | Eunkwang y Rowoon no pudieron participar en el programa, por lo que fueron reemplazados por Kangnam y MC Gree.           |
| 7  | 7      | Harley Quinn Make-up          | Sandara Park                                            | P.O                                        | 12 de enero de 2017     | |
| 8  | 8      | Chic Lavender Make-up         | Lee El                                                  | U-Kwon                                     | 19 de enero de 2017     | |
| 9  | 9      | Semi Smokey Make-up           | Nam Bo-ra                                               | P.O                                        | 26 de enero de 2017     | |
| 10 | 10     | Barbie Doll Make-up           | Song Hae-na Go So-hyun                                  | Tony's Team Tony An, Doyoung P.O, y U-Kwon | 2 de febrero de 2017    | Durante el episodio se dividieron a los miembros en dos equipos cada equipo con una princesa.                            |
| 11 | 11     | Goblin's Yoo In Na Make-up    | Kim So-hye                                              | Shownu                                     | 9 de febrero de 2017    | |
| 12 | 12     | Spring Make-up                | Cheng Xiao Exy Bona Luda Seola Eunseo Dayoung           | Shownu                                     | 16 de febrero de 2017   | |

### Segunda temporada[20]
| #  | Código | Concepto                                 | Invitada (as)            | Príncipe del día (ganador)          | Fecha de emisión    | Notas |
| -- | ------ | ---------------------------------------- | ------------------------ | ----------------------------------- | ------------------- | --- |
| 1  | 13     | Hollywood Make-up                        | Lee Se-young             | Eunkwang                            | 30 de marzo de 2017 | N no pudo participar en los dos primeros episodios del programa.                                            |
| 2  | 14     | Cat-Like Make-up                         | Lee Su-hyun              | Rowoon                              | 6 de abril de 2017  | N no pudo participar en los dos primeros episodios del programa.                                            |
| 3  | 15     | Taeyeon "Why" Make-up                    | Sowon Yerin              | Tony An, Eunkwang, Shownu y P.O     | 13 de abril de 2017 | Primera aparición del cantante N como miembro.                                                              |
| 4  | 16     | American Style Make-up                   | Soyou                    | N                                   | 20 de abril de 2017 | |
| 5  | 17     | Audrey Hepburn Style Make-up             | Shim So-young Lee Jin-yi | Tony An, Rowoon, Johnny y N         | 27 de abril de 2017 | |
| 6  | 18     | Orange Crush Make-up                     | Hyuna                    | N                                   | 5 de mayo de 2017   | P.O no pudo participar durante el episodio, por lo que fue reemplazado por E'Dawn y Hui del grupo Pentagon. |
| 7  | 19     | Kira Kira Make-up (maquillaje brillante) | Jun Hyo-sung             | Rowoon                              | 12 de mayo de 2017  | |
| 8  | 20     | Vampire Make-up                          | Kim Se-jeong Nayeong     | Eunkwang, Shownu, Kim Heechul y P.O | 19 de mayo de 2017  | |
| 9  | 21     | Festival Make-up                         | Seol In-ah               | Shownu                              | 26 de mayo de 2017  | |
| 10 | 22     | Flower Make-up                           | Chaeyeon Huihyeon        | Shownu y P.O                        | 2 de junio de 2017  | |

## Producción
La producción de la serie estuvo en manos de Han Ri-na y Kim Seo-yeon, quienes contaron con el apoyo del productor ejecutivo Kim Ji-wook.
El programa busca romper el estereotipo de que el maquillaje es únicamente para las mujeres y así fomentar el debate sobre los cosméticos, el maquillaje y la belleza entre los ídolos masculinos.
El 27 de febrero un representante de OnStyle anunció que Doyoung de NCT y U-kwon de Block B no regresarían para la segunda temporada.
El programa contó con el apoyo de la compañía de producción "Golden Eight Media" y fue distribuida por OnStyle y CJ E&M.